# Epicypta chiriguanai
Epicypta chiriguanai är en tvåvingeart som beskrevs av Lane 1954. Epicypta chiriguanai ingår i släktet Epicypta och familjen svampmyggor. Inga underarter finns listade i Catalogue of Life.